# Beta Sextantis
Beta Sextantis (30 Sextantis) é uma estrela na direção da Sextans. Possui uma ascensão reta de 10h 30m 17.50s e uma declinação de −00° 38′ 13.1″. Sua magnitude aparente é igual a 5.08. Considerando sua distância de 345 anos-luz em relação à Terra, sua magnitude absoluta é igual a −0.04. Pertence à classe espectral B6V. É uma estrela variável α² Canum Venaticorum.